# Las Juntas, Sinaloa
Las Juntas är en ort i Mexiko.   Den ligger i kommunen Badiraguato och delstaten Sinaloa, i den västra delen av landet, 1 100 km nordväst om huvudstaden Mexico City. Las Juntas ligger 1 021 meter över havet och antalet invånare är 111.
Terrängen runt Las Juntas är kuperad åt nordväst, men åt sydost är den bergig. Runt Las Juntas är det mycket glesbefolkat, med 6 invånare per kvadratkilometer. Las Juntas är det största samhället i trakten. I omgivningarna runt Las Juntas växer huvudsakligen savannskog.